# Rottleben
Rottleben este o comună din landul Turingia, Germania.